# Crepipatella occulta
Crepipatella occulta is een slakkensoort uit de familie van de Calyptraeidae. De wetenschappelijke naam van de soort is voor het eerst geldig gepubliceerd in 2012 door Veliz, Winkler, Guisados & Collin.